# Platyschkuhria ourolepis
Platyschkuhria ourolepis là một loài thực vật có hoa trong họ Cúc. Loài này được (S.F.Blake) Ellison miêu tả khoa học đầu tiên năm 1964.